# Presa Kammanassie
La presa Kammanassie és una presa de gravetat situada al riu Kammanassierivier, prop de De Rust, Cap Occidental, Sud-àfrica. Es va establir l'any 1923. L'objectiu principal de la presa és proporcionar aigua per al reg, i el seu potencial de perill s'ha classificat alt (3).

## Història
Després de la pluja sense precedents i la inundació acompanyada de 1916 a Sud-àfrica (després d'un llarg període de sequera), es va aprovar una legislació especial per donar auxili a les víctimes tant de la sequera com de les inundacions. El Departament de Regadiu es va dedicar a una política activa de desenvolupament continu, i això ha portat a la construcció d'una sèrie de grans preses amb alçades de cresta superiors als 20 m. Aquests inclouen la presa Hartbeespoort, el llac Mentz, la presa Tygerpoort, la presa Kammanassie, la presa Grassridge i el llac Arthur.